# Saint-Jean-de-Thurigneux
Pour les articles homonymes, voir Saint-Jean.
Saint-Jean-de-Thurigneux est une commune française, située dans le département de l'Ain en région Auvergne-Rhône-Alpes.
Les habitants de Saint-Jean-de-Thurigneux s'appellent les Thurignaciens.

## Géographie
Saint-Jean-de-Thurigneux est un village dont le bourg est situé sur un mamelon au centre de la campagne de la Dombes.

### Climat
Pour des articles plus généraux, voir Climat d'Auvergne-Rhône-Alpes et Climat de l'Ain.
En 2010, le climat de la commune est de type climat océanique dégradé des plaines du Centre et du Nord, selon une étude du CNRS s'appuyant sur une série de données couvrant la période 1971-2000. En 2020, Météo-France publie une typologie des climats de la France métropolitaine dans laquelle la commune est dans une zone de transition entre le climat semi-continental et le climat de montagne et est dans la région climatique Bourgogne, vallée de la Saône, caractérisée par un bon ensoleillement (1 900 h/an), un été chaud (18,5 °C), un air sec au printemps et en été et des vents faibles.
Pour la période 1971-2000, la température annuelle moyenne est de 11,7 °C, avec une amplitude thermique annuelle de 17,9 °C. Le cumul annuel moyen de précipitations est de 819 mm, avec 9,4 jours de précipitations en janvier et 7,2 jours en juillet. Pour la période 1991-2020, la température moyenne annuelle observée sur la station météorologique de Météo-France la plus proche, « Villefranche », sur la commune de Villefranche-sur-Saône à 13 km à vol d'oiseau, est de 13,1 °C et le cumul annuel moyen de précipitations est de 790,9 mm,. Pour l'avenir, les paramètres climatiques de la commune estimés pour 2050 selon différents scénarios d'émission de gaz à effet de serre sont consultables sur un site dédié publié par Météo-France en novembre 2022.

## Urbanisme

### Typologie
Au 1er janvier 2024, Saint-Jean-de-Thurigneux est catégorisée commune rurale à habitat dispersé, selon la nouvelle grille communale de densité à 7 niveaux définie par l'Insee en 2022.
Elle est située hors unité urbaine. Par ailleurs la commune fait partie de l'aire d'attraction de Lyon, dont elle est une commune de la couronne,. Cette aire, qui regroupe 397 communes, est catégorisée dans les aires de 700 000 habitants ou plus (hors Paris),.

### Occupation des sols
L'occupation des sols de la commune, telle qu'elle ressort de la base de données européenne d’occupation biophysique des sols Corine Land Cover (CLC), est marquée par l'importance des territoires agricoles (74,2 % en 2018), en diminution par rapport à 1990 (77,8 %). La répartition détaillée en 2018 est la suivante : 
terres arables (65,1 %), forêts (15,7 %), zones agricoles hétérogènes (6,5 %), eaux continentales (4 %), espaces verts artificialisés, non agricoles (3,8 %), prairies (2,6 %), zones urbanisées (2,3 %).
L'évolution de l’occupation des sols de la commune et de ses infrastructures peut être observée sur les différentes représentations cartographiques du territoire : la carte de Cassini (XVIIIe siècle), la carte d'état-major (1820-1866) et les cartes ou photos aériennes de l'IGN pour la période actuelle (1950 à aujourd'hui).

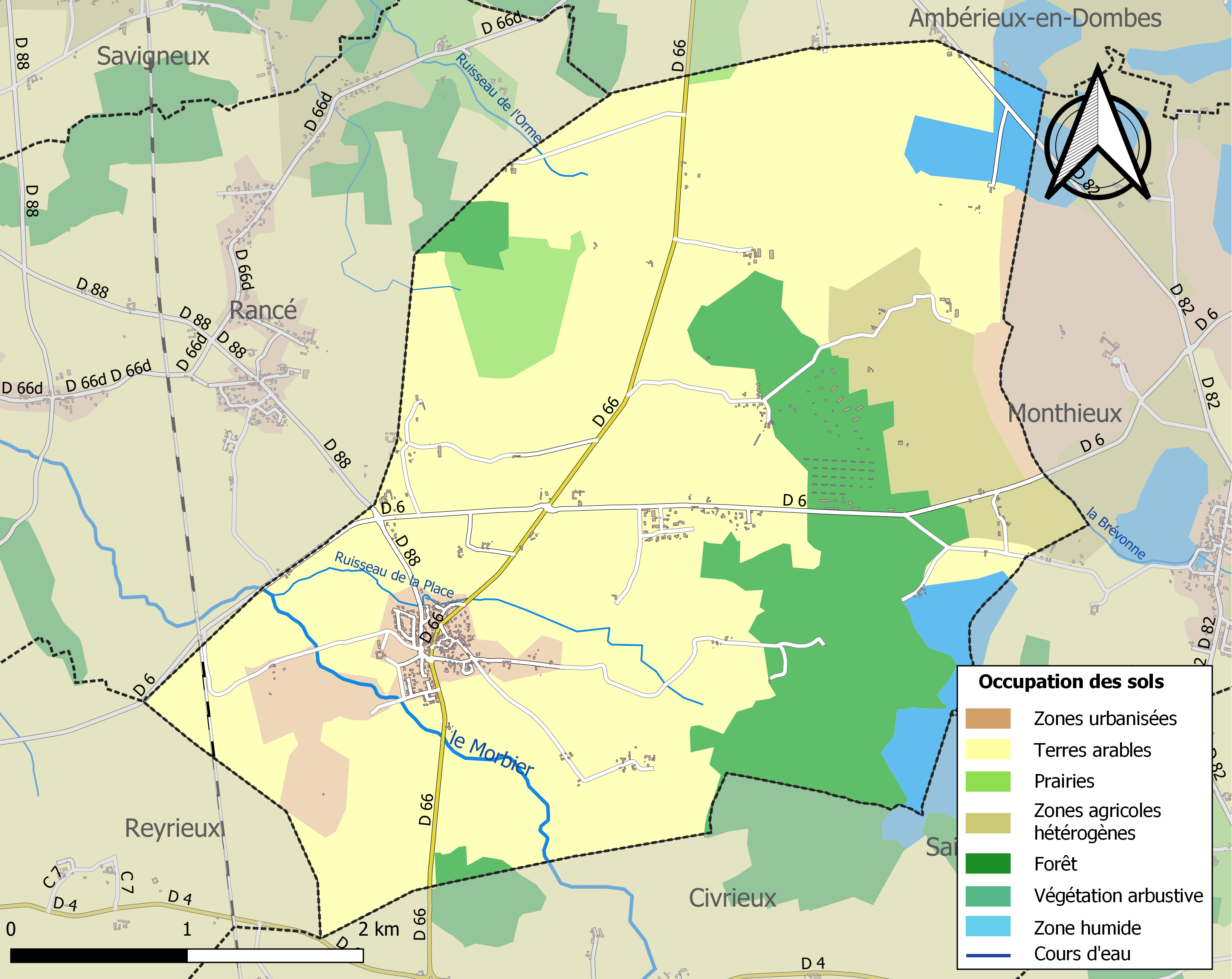
Carte des infrastructures et de l'occupation des sols de la commune en 2018 (CLC).

## Histoire
Mentionné dès le Xe siècle, le village et son église dépendent du Franc-Lyonnais jusqu'en 1789 cependant que le reste du territoire, relevant anciennement des sires de Villars, est rattaché à la châtellenie de Ligneux dans la souveraineté de Dombes, réunie au royaume de France en 1762.
Sous la Révolution, la commune portera un temps le nom de Ligneux.
Appartenant initialement au canton de Trévoux, elle est rattachée à celui de Reyrieux en 1985 puis à celui de Villars-les-Dombes en 2015.

## Politique et administration

### Découpage territorial
La commune de Saint-Jean-de-Thurigneux est membre de la communauté de communes Dombes Saône Vallée, un établissement public de coopération intercommunale (EPCI) à fiscalité propre créé le 1er janvier 2014 dont le siège est à Trévoux. Ce dernier est par ailleurs membre d'autres groupements intercommunaux.
Sur le plan administratif, elle est rattachée à l'arrondissement de Bourg-en-Bresse, au département de l'Ain et à la région Auvergne-Rhône-Alpes. Sur le plan électoral, elle dépend du  canton de Villars-les-Dombes pour l'élection des conseillers départementaux, depuis le redécoupage cantonal de 2014 entré en vigueur en 2015, et de la deuxième circonscription de l'Ain  pour les élections législatives, depuis le dernier découpage électoral de 2010.

### Administration municipale
| Période                                  | Période   | Identité                                   | Étiquette | Qualité             |
| ---------------------------------------- | --------- | ------------------------------------------ | --------- | ------------------- |
| mars 1959                                | juin 1995 | Louis Baise                                | SE        | Agriculteur         |
| juin 1995                                | juin 2019 | Christian Baise (décès en cours de mandat) | SE        | Agriculteur         |
| octobre 2019                             | mai 2020  | André Collon                               | SE        | Retraité            |
| mai 2020                                 | 2026      | Stéphane Berthomieu                        | SE        | Directeur financier |
| Les données manquantes sont à compléter. |           |                                            |           |                     |

## Démographie
L'évolution du nombre d'habitants est connue à travers les recensements de la population effectués dans la commune depuis 1793. Pour les communes de moins de 10 000 habitants, une enquête de recensement portant sur toute la population est réalisée tous les cinq ans, les populations de référence des années intermédiaires étant quant à elles estimées par interpolation ou extrapolation. Pour la commune, le premier recensement exhaustif entrant dans le cadre du nouveau dispositif a été réalisé en 2006.
En 2022, la commune comptait 850 habitants, en évolution de +9,96 % par rapport à 2016 (Ain : +5,15 %, France hors Mayotte : +2,11 %).
| 1793 | 1800 | 1806 | 1821 | 1831 | 1836 | 1841 | 1846 | 1851 |
| ---- | ---- | ---- | ---- | ---- | ---- | ---- | ---- | ---- |
| 350  | 333  | 233  | 675  | 292  | 384  | 315  | 443  | 506  |

| 1856 | 1861 | 1866 | 1872 | 1876 | 1881 | 1886 | 1891 | 1896 |
| ---- | ---- | ---- | ---- | ---- | ---- | ---- | ---- | ---- |
| 436  | 427  | 431  | 422  | 406  | 390  | 416  | 395  | 374  |

| 1901 | 1906 | 1911 | 1921 | 1926 | 1931 | 1936 | 1946 | 1954 |
| ---- | ---- | ---- | ---- | ---- | ---- | ---- | ---- | ---- |
| 353  | 350  | 377  | 349  | 362  | 339  | 320  | 321  | 280  |

| 1962 | 1968 | 1975 | 1982 | 1990 | 1999 | 2006 | 2011 | 2016 |
| ---- | ---- | ---- | ---- | ---- | ---- | ---- | ---- | ---- |
| 260  | 240  | 273  | 329  | 504  | 554  | 584  | 757  | 773  |

| 2021 | 2022 | - | - | - | - | - | - | - |
| ---- | ---- | - | - | - | - | - | - | - |
| 829  | 850  | - | - | - | - | - | - | - |

## Lieux et monuments
- L'église Saint-Christophe de Saint-Jean-de-Thurigneux ; elle date de l'époque romane avec de multiples remaniements plus récents. Elle est inscrite à l'Inventaire général du patrimoine culturel[19].
- Motte  dite « poype de Ligneux » citée en 1180[20]. La motte et l'ultime vestige d'un ancien château. Elle est inscrite au titre des monuments historiques[21].
- Motte dite « poype d'Arcieux » citée en 1304[20]. Cet ancien fief en toute justice avec château et poype est, en 1304, la possession du chevalier Humbert d’Arcieu, puis possédé successivement par les Berry, Dupré, Joly de Choin, Cachet de Montézan.
- Le château de Lignieux.

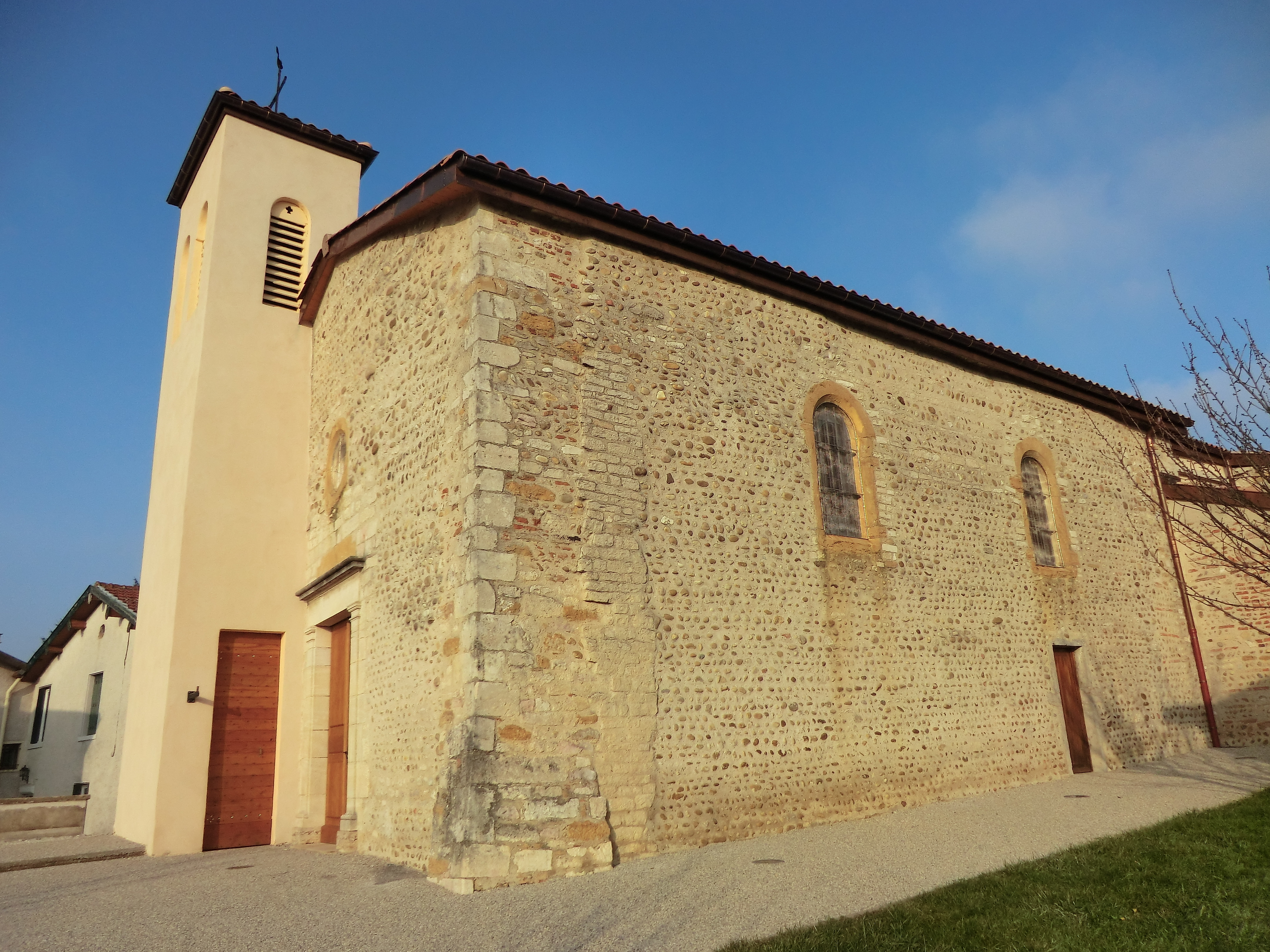
Une vue de l'église de Saint-Jean-de-Thurigneux.
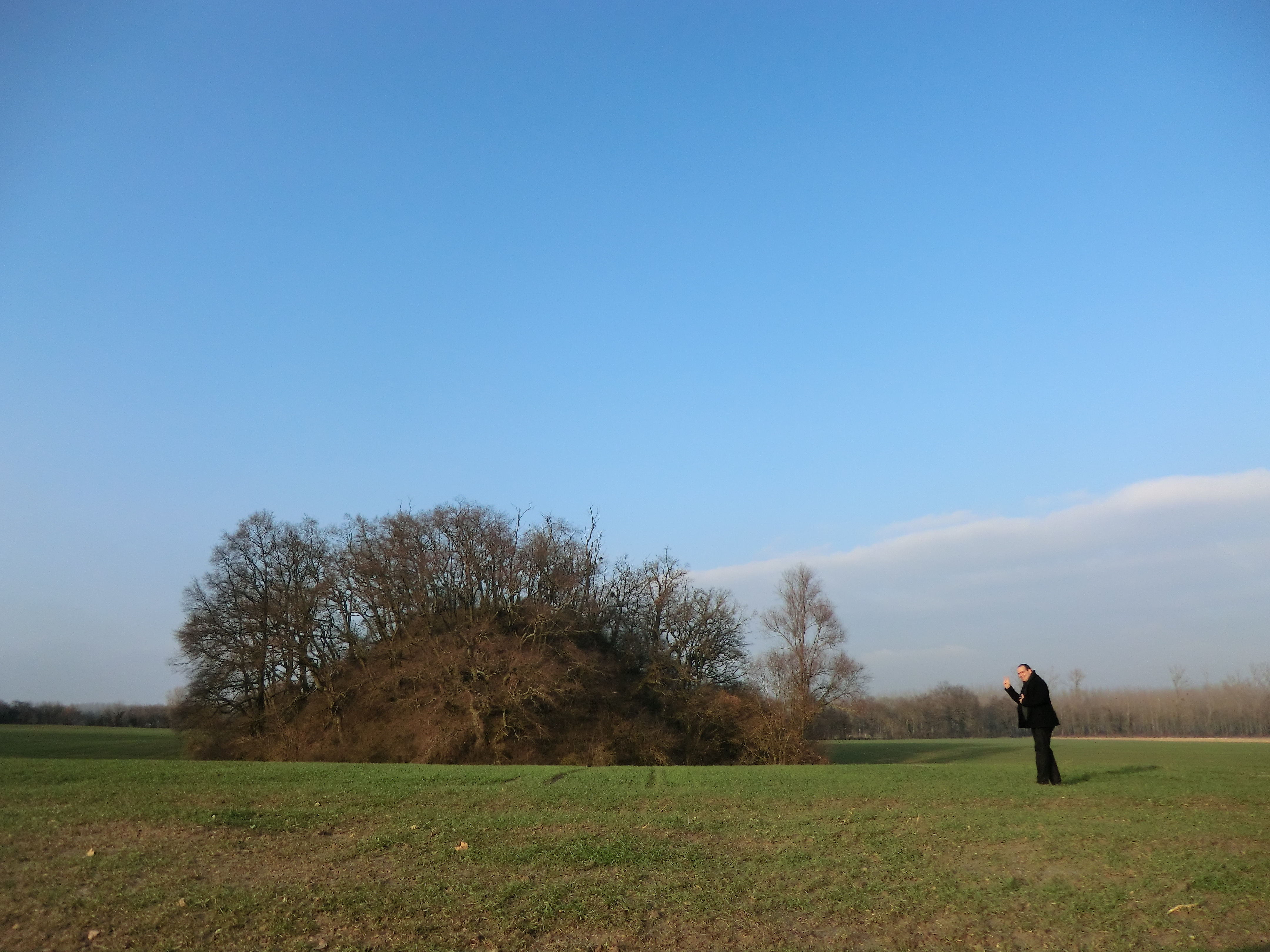
La poype de Ligneux.